# Kunstjahr 1511
Liste der Kunstjahre

◄◄ | ◄ | 1507 | 1508 | 1509 | 1510 | Kunstjahr 1511 | 1512 | 1513 | 1514 | 1515 | ► | ►►

Weitere Ereignisse
Dieser Artikel behandelt das Kunstjahr 1511.

## Ereignisse

### Stanzen des Raffael

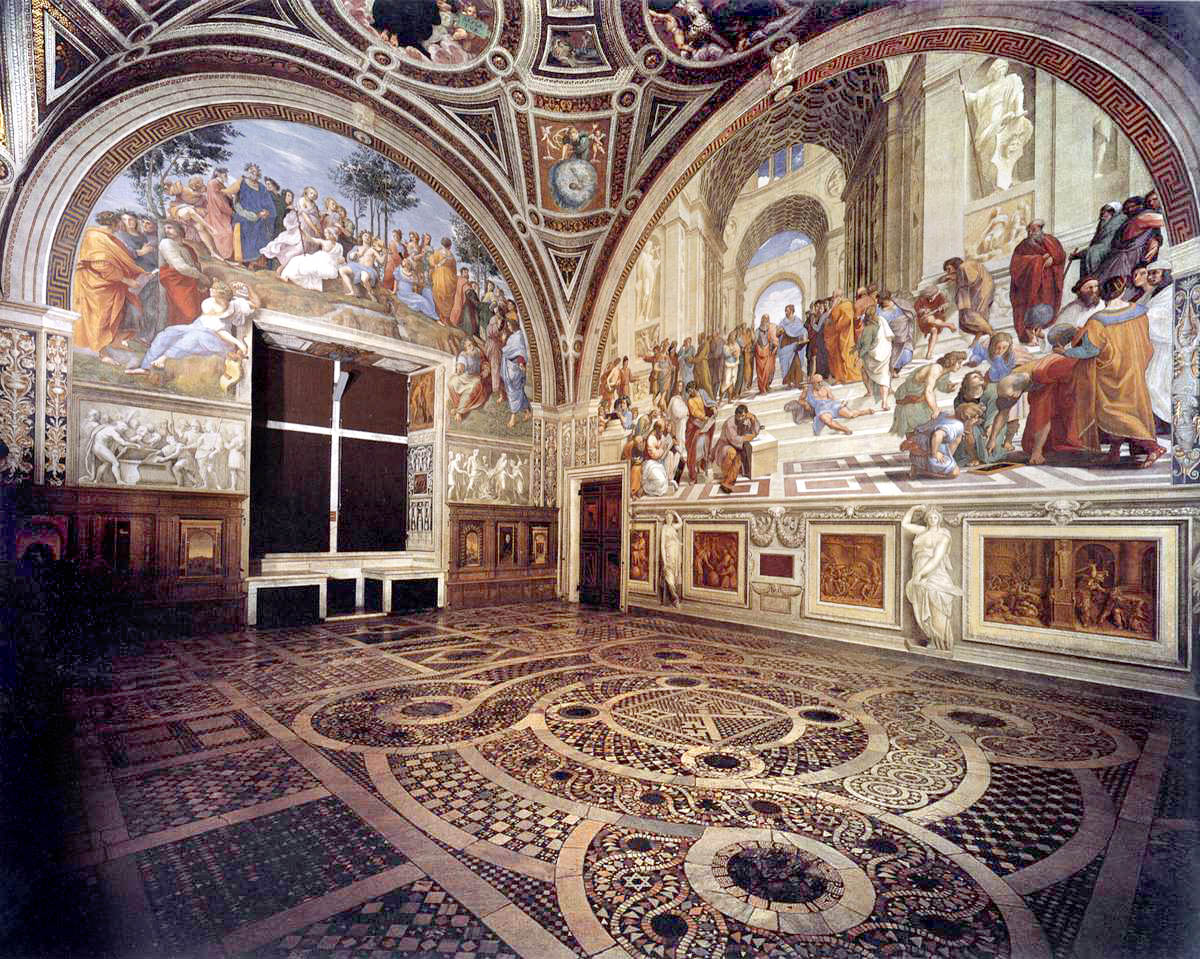
Stanza della Segnatura

Raffael vollendet die von Papst Julius II. in Auftrag gegebene Stanza della Segnatura im Apostolischen Palast in Rom. Die bestimmenden Themen des Raumes sind die drei höchsten Prinzipien des menschlichen Geistes: das Wahre, das Gute und das Schöne. Diese sind dargestellt in den vier Wand- und den Gewölbe-Fresken, die die Disputa del Sacramento, die Schule von Athen, die Kardinals- und Gottestugenden und das Gesetz sowie den Parnaß zum Bildthema haben. Die theologische Wahrheit findet ihren Ausdruck in der Disputa des allerheiligsten Sakraments, die sich auf den Triumph der christlichen Religion bezieht. In der Schule von Athen hat Raffael die natürliche Wahrheit, die philosophische Vernunft, in Form von antiken Philosophen vor einer Renaissance-Architektur gemalt. Das Gute zeigt Raffael in den Kardinal- und Gottestugenden und das Gesetz als Allegorien auf die Kardinaltugenden Tapferkeit, Klugheit und Mäßigung und die christlichen Tugenden Glaube, Hoffnung und Liebe, die in den Lünetten der Wand gemalt wurden. Im Parnaß ergänzen die Apoll untergebenen Musen und antike und moderne Dichter den Geisteskosmos dieses Raums. Das Gewölbe zeigt zusammenfassend in allegorischer Form die Fähigkeiten des Menschen zur Philosophie, Theologie, Poesie und Gerechtigkeit.

### Der Heller-Altar

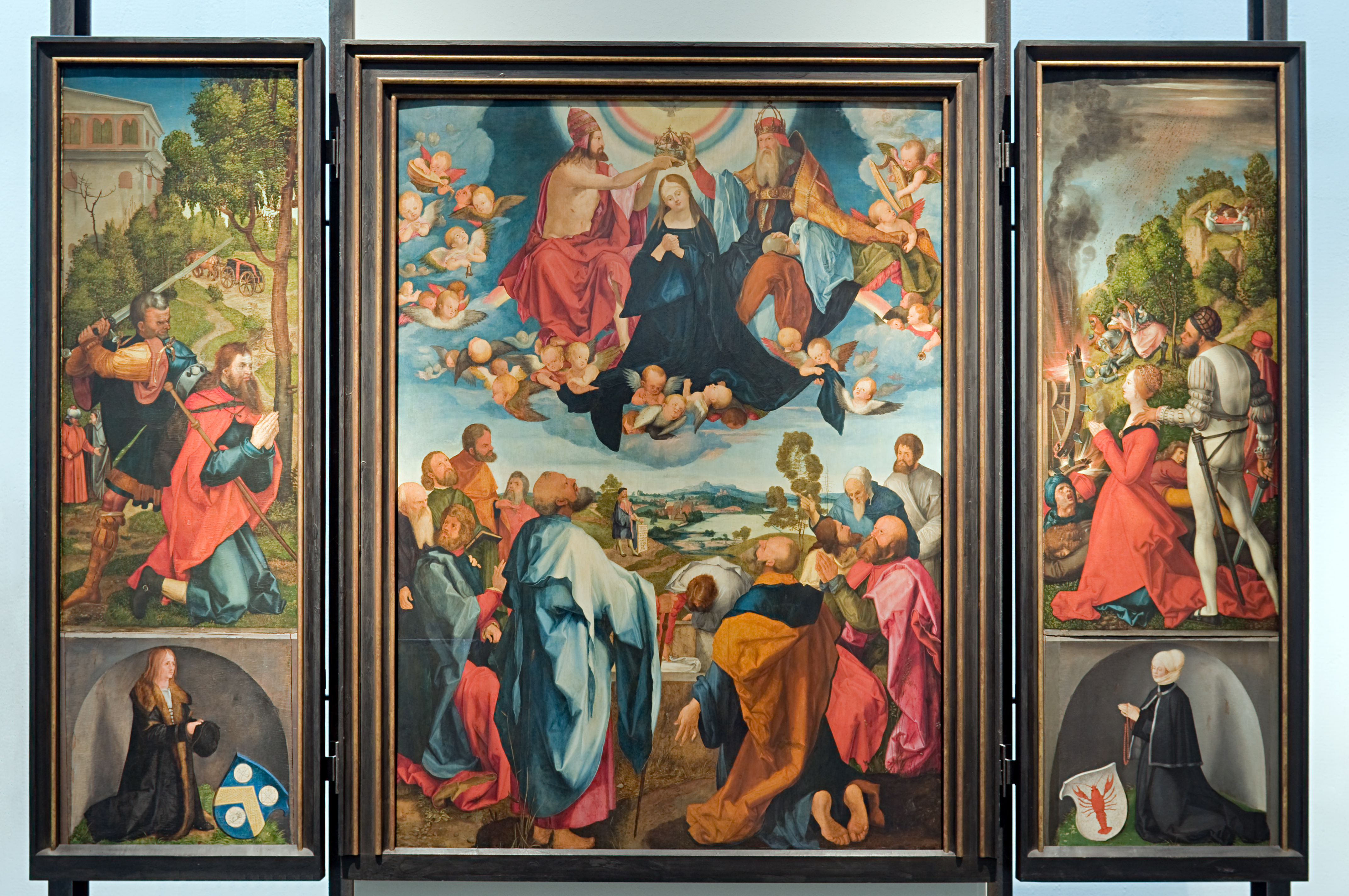
Heller-Altar, Kopie von Jobst Harrich, 17. Jahrhundert

Matthias Grünewald vollendet den von der Werkstatt Albrecht Dürer begonnenen Heller-Altar, ein Triptychon im Auftrag des Patriziers Jakob Heller für die Dominikanerkirche in Frankfurt am Main. Mit der Mitteltafel, den Innenflügeln sowie dem linken und rechten ersten Außenflügel hat Heller den in Nürnberg arbeitenden Dürer betraut. Einzig vier Tafeln für den linken und rechten zweiten Außenflügel überließ er – obwohl diese ebenso wie die ersteren in der besonders schwierigen Grisaille-Technik ausgeführt werden sollten – dem vermutlich in Aschaffenburg ansässigen Grünewald. An seinem Bestimmungsort wird das Werk letztendlich zusammengesetzt.

### Weitere Werke der Bildenden Kunst

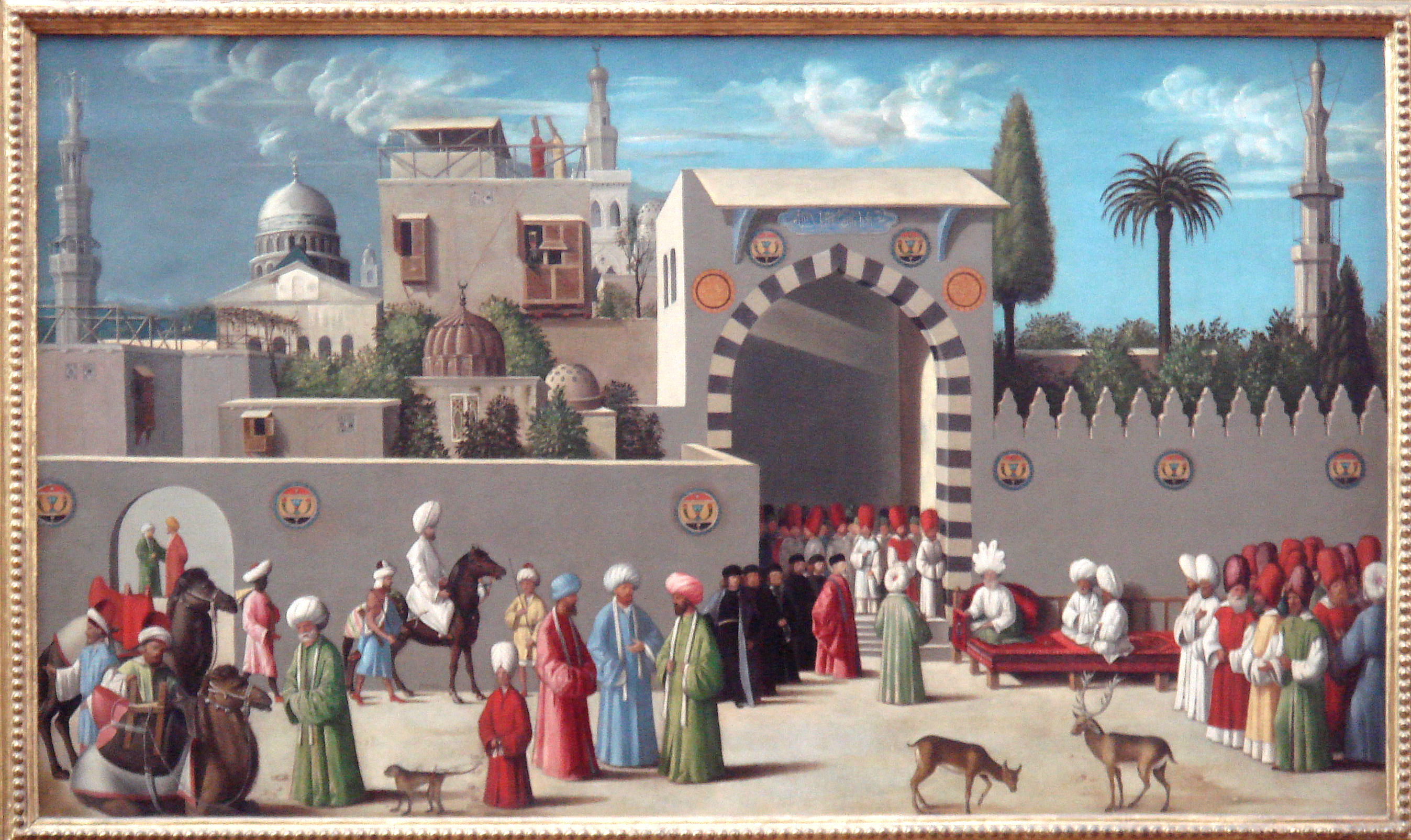
Venezianische Botschaft in Damaskus

- Werkstatt Giovanni Bellini: Die venezianische Botschaft in Damaskus

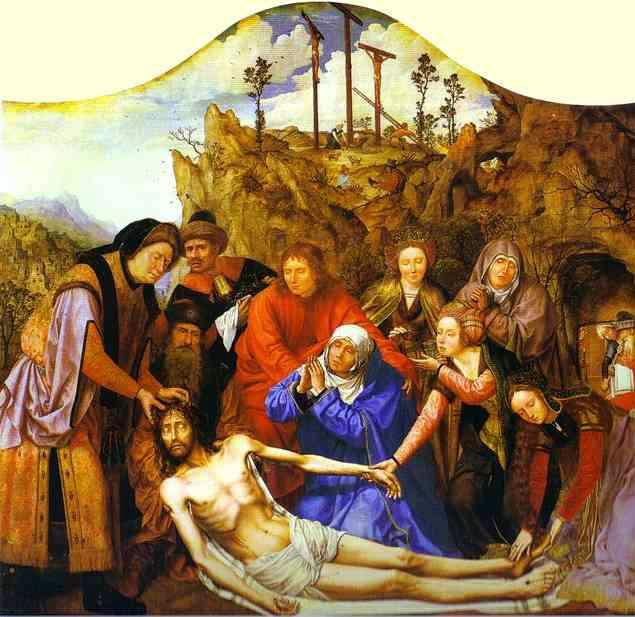
Die Beweinung Christi (Mitteltafel)

- Quentin Massys vollendet Die Beweinung Christi (Öl auf Holz) für die Kathedrale in Antwerpen.
- Michael Heuffner schafft den Flügelaltar der Hospitalkirche in Hof. Im gleichen Jahr stirbt er 28-jährig in Zwickau.
- Albrecht Dürer: Landauer Altar
- Albrecht Dürer fertigt mehrere Holzschnitte für die Große Passion des Nürnberger Benediktinermönchs Benedictus Chelidonius.

### Architektur

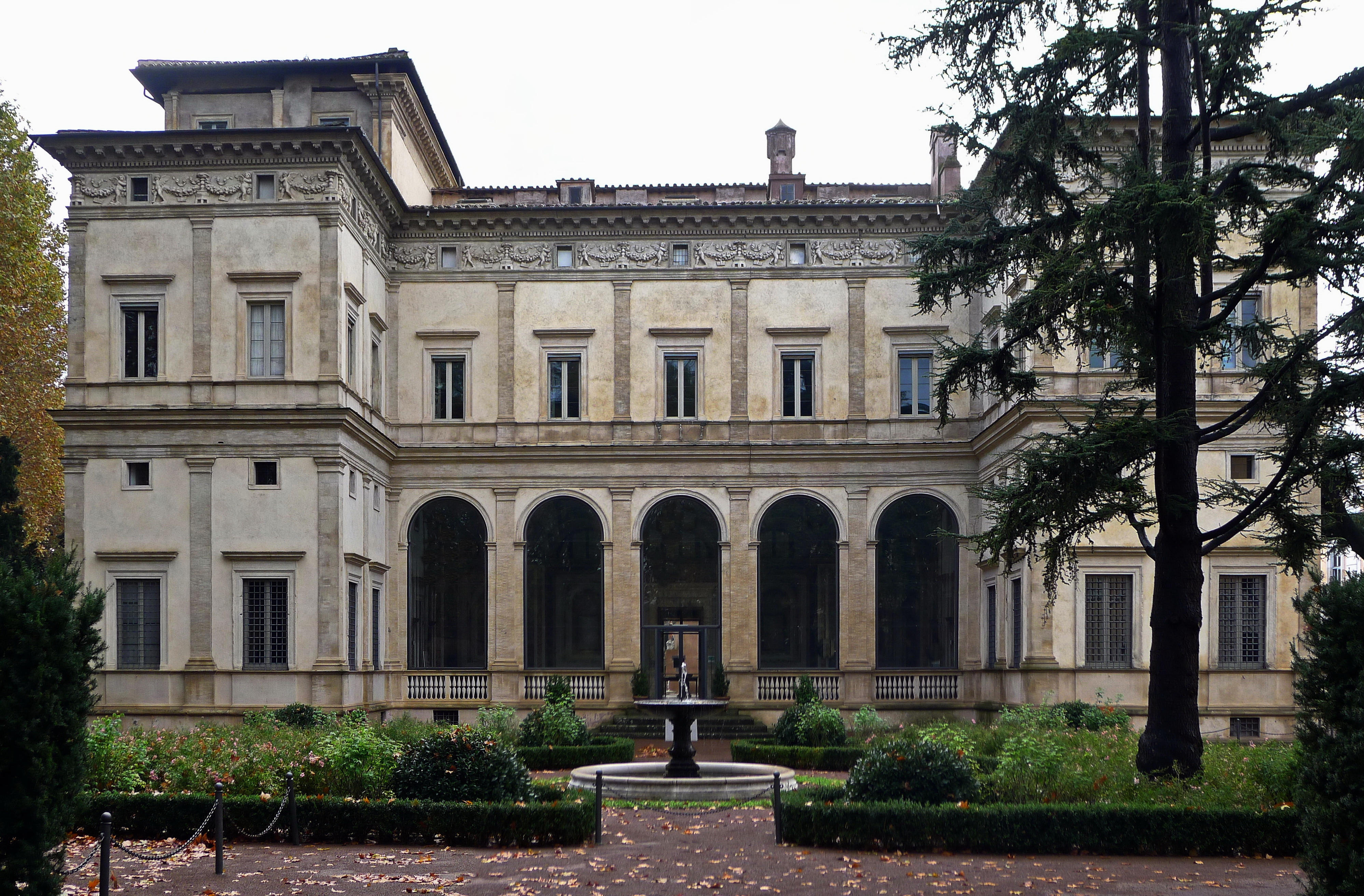
Die Nordfassade der Villa Farnesina

Baldassare Peruzzi vollendet im Auftrag des Bankiers Agostino Chigi nach fünfjähriger Bauzeit die später so genannte Villa Farnesina im römischen Stadtteil Trastevere. Bekannte Künstler wie Raffael, Sebastiano del Piombo, Sodoma, Giulio Romano, aber auch Peruzzi selbst werden die Räume in den nächsten Jahren mit Kunstwerken ausstatten.

### Sonstiges
Der Laienspiegel von Ulrich Tengler, eines der bedeutendsten Rechtsbücher der Neuzeit, erscheint in überarbeiteter Form mit sechs neuen Holzschnitten von Hans Schäufelin in Augsburg.

## Geboren
- 18. Juni: Bartolomeo Ammanati, italienischer Bildhauer und Baumeister († 1592)
- 30. Juli: Giorgio Vasari, italienischer Hofkünstler und Biograph († 1574)
- 15. November: Johannes Secundus (Jan Nicolai Everaerts), neulateinischer Dichter, Maler und Bildhauer († 1536)

## Gestorben
- Michael Heuffner, deutscher Bildhauer und Maler (* 1483)